# Pancernik większy
Pancernik większy (Dasypus kappleri) – gatunek ssaka z rodziny pancernikowatych, liczący od 2 do 3 podgatunków, największy współczesny jej przedstawiciel. Wyróżnia się piątym palcem dłoni oraz budową pancerza okrywającego głowę i staw kolanowy. Zamieszkuje wilgotne lasy nizinne dorzecza Amazonki i Orinoko. Zygota niekiedy dzieli się na dwa zarodki. Spożywany przez miejscową ludność, jednak nie zagraża mu wyginięcie.

## Genetyka
Genetyka pancernika większego nie została dobrze poznana. Zbadano kariotyp trzech innych przedstawicieli jego rodzaju, pancernika dziewięciopaskowego, siedmiopaskowego i pampasowego (stanowiącego prawdopodobnie podgatunek tego przedostatniego) i wszystkie miały diploidalną liczbę chromosomów 2n = 64. Wnioskuje się z tego, że prawdopodobnie wynosi ona tyle samo u pancernika większego.

## Budowa

Lektotyp, SMN 285

Pancernik większy jest największym współczesnym przedstawicielem pancernikowatych. Głowa i ciało mają od 51 do 58 cm długości, średnio 54,32 (±2,22) cm, w Gujanie 55,7 (±2,5) cm, z czego na głowę przypada 14,5 (±0,7) cm. Odległość nosowo-kłykciowa wynosi 12,34 (±0,45) cm. Ogon na długość od 33 do 48 cm, średnio 40,61 (±4,56) cm, w Gujanie 40,0 (±0,3) cm. Długość ucha wynosi między 4,8 a 5,5 cm, średnio 5,05 (±0,31) cm, stopy – od 11 do 13,5 cm, średnio 11,99 (±0,84) cm. Wysokość w ramionach wedle danych z Gujany średnio 29,1 (±1,9) cm. Masa ciała zawiera się w przedziale 8,5 do 10,5 kg, a nawet 10,6 kg, czyli znacznie więcej, niż u innych przedstawicieli pancernikowatych. Dla porównania pospolity pancernik dziewięciopaskowy waży 3–6 kg, a pancernik nizinny tylko 1–2 kg. Czyni to pancernika większego największym przedstawicielem rodzaju pancernik wśród obecnych pancernikowców, ustępuje jedynie zębolicie olbrzymiej.
Poza wielkością do cech wyróżniających pancernika większego spośród przedstawicieli swej rodziny należy budowa pancerza okrywającego głowę (cephalic shield) bez dobrze wyodrębnionego tylnego płata (posterior lobe), a także kończyn. W obrębie czaszki gatunek można poznać po skrzydłowej, autorzy wspominają też wydatny grzebień podniebienny. Uwagę zwraca również długi pysk, mierzący 62–67% długości głowy. Spośród innych pancerników jedynie pancernik włochaty może się z nim równać długością pyska. W środku znajdują się rosnące całe życie zęby o wysokich koronach (euhypsodontyczne), podczas wyżynania się stożkowe, potem raczej eliptyczne, niezróżnicowane, przypominające trzonowce (tzw. molariform). W szczęce i w połówce żuchwy jest ich po 8.
Ciało pokrywa pancerz zbrojny w osteodermy pokryte skórnymi łuskami. Jego pancerz ma 7–8 wolnych pasków, choć pojedynczy autorzy wspominają o 9. 7 pasków występuje też zwykle na pancerzu pancernika siedmiopaskowego. Czwarty z nich liczy 56,4 (±2,9) osteodermów, zakres 51–62. Długość ustalonego osteodermu 16,9–18,9 mm, szerokość 5,1–7,6 mm, w przypadku ruchomego wymiary te wynoszą 8,1–12,1 mm i 5,5–7,3 mm. Zwierzę wyróżnia się ostrym brzegiem przednim tarczy łopatkowej o 8 otworach i gładkimi, jednorodnymi, spłaszczonymi łuskami tarczy miednicznej o 7–18 otworach. Pancerz ma barwę szarawą czy brązowawoszarawą, niekiedy grzbiet jest ciemniejszy, a bokiem biegnie jaśniejszy pasek. Ciało kończy ogon, grubszy u podstawy i coraz cieńszy dystalnie, ostro zakończony, chroniony pierścieniami osteodermalnymi i kilowatymi łuskami położonymi proksymalnie. Występuje 7 kręgów szyjnych, 9 piersiowych, 5 lędźwiowych, 8 krzyżowych i 18 ogonowych. Samica ma 4 sutki pachwinowe. Samiec dysponuje tępo zakończonym prąciem, czym różni się od większości przedstawicieli swego rodzaju.
O ile większość Dasypodidae ma kończyny przednie czteropalczaste ze szczątkową piątą kością śródręcza, a tylne pięciopalczaste, pancernik większy ma dłoń z piątym palcem. Natomiast w przypadku kończyny tylnej odróżnia się powiększonymi łuskami nad stawem kolanowym. Ma też mierzącą 17 mm ostrogę. Kość ramienna mierzy 7,87 (±0,22) cm, kość łokciowa 9,27 (±0,36) cm z wyrostkiem łokciowym mającym 3,67 (±0,21) cm. Kość udowa ma 10,49 (±0,21) cm, podudzie ma 8,95 (±0,07) cm z wymiarem poprzecznym 3,32 (±0,02).
Podgatunki D. k. pastasae i nominatywny D. k. kappleri nie różnią się istotnie, aczkolwiek ten drugi ma nieco większe osteodermy. Ma on także lepiej rozwinięty grzebień karkowy.

## Fizjologia
Jak większość szczerbaków, pancernik większy słabo utrzymuje temperaturę ciała. W efekcie jest ona niższa niż u większości ssaków, około 35 °C. Wedle badań nad pancernikiem dziewięciopaskowym pancerz, chroniący przed drapieżnikami, łatwo przewodzi ciepło, narażając zwierzę na istotne jego straty, w przeciwieństwie do uszu i ogona.

## Systematyka
Pierwszego opisu gatunku dokonał Burmeister w 1848. Jednakże stworzona przez niego nazwa Das[ypus] [p]eba była już wcześniej użyta przez Desmaresta na określenie osobnika, który okazał się należeć do gatunku pancernik dziewięciopaskowy. W tym samym roku badania opublikował też Cabanis, ale nie zdołał odróżnić nowego gatunku od wspomnianego pancernika dziewięciopaskowego.
Nazwa naukowa Dasypus kappleri nadana została przez Kraussa w 1862, który jako miejsce typowe wskazał las pierwotny w okolicy rzeki Marowijne w Surinamie. Nazwa rodzajowa oznacza włochate stopy – Dasypus: gr. δασυπους dasupous „włochato-nogi”, od δασυς dasus „włochaty, kudłaty”; πους pous, ποδος podos „stopa”. Epitet gatunkowy upamiętnia niemieckiego przyrodnika i żołnierza Augusta Kapplera (1815–1887).
O ile gatunek zazwyczaj umieszcza się w rodzaju Dasypus (pancernik), bywa on niekiedy zaliczany do odrębnego podrodzaju Hyperoambon. Niektórzy badacze proponują nawet zaliczenie tego gatunku do odrębnego rodzaju, a więc podniesienie do rangi rodzaju Hyperoambon, ale pogląd ten nie jest powszechnie uznawany. Pancernik większy wydaje się najbardziej bazalnym członkiem swego rodzaju. Niektórzy autorzy, jak Aya-Cuero i inni (2009), ale nie tylko zaliczają go do plemienia Dasypodini, podpierając się wynikami badań genetycznych, które jednak niekoniecznie taki takson wyróżniają. Niezależnie od plemienia zwierzę zaliczane bywa do podrodziny Dasypodinae. Jednak autorzy proponujący taką systematykę uwzględniają w rodzinie pancernikowatych Dasypodidae także inne rodzaje, jak bolita, włosopuklerznik czy puklerznik, które zostały z uwagi na duże różnice przeniesione do odrębnej rodziny Chlamyphoridae. W efekcie rodzinę pancernikowatych pozostawiono z pojedynczym rodzajem pancernik, nie ma więc konieczności wyróżniania podrodziny i plemienia.
Dawniej wyróżniano 2 podgatunki:
- D. k. kappleri Krauss, 1862,
- D. k. pastasae (Thomas, 1902)[4][6][1],

później wyróżniono także trzeci:
- D. k. beniensis Lonnberg, 1942[6].

Inni autorzy wyróżniają jedynie D. k. kappleri i D. k. pastasae.
Obecnie (2023) takson ten jest podzielony na 3 odrębne gatunki. Część autorów sprzeciwia się temu jednak, oczekując wpierw potwierdzenia molekularnego.

## Ewolucja
Ewolucję pancerników starano się odtworzyć za pomocą badań genetycznych. Jednakże różne badania dały w wyniku różne czasy rozdzielenia się linii prowadzących do współczesnych gatunków. Starsze badania wskazywały na oddzielenie się linii pancernika większego w pliocenie, jakieś 3,5 miliona lat temu, jednak nowsze badania ujawniły znacznie wcześniejsze jej wyodrębnienie się. Linie pancernika większego i dziewięciopaskowego miały się rozejść 11 ± 2 miliony lat temu. Jeszcze nowsze badania bazujące na mtDNA wskazały pancernika większego jako najbardziej bazalnego przedstawiciela pancernikowatych, który musiał oddzielić się od innych jej przedstawicieli jako pierwszy ponad 12 milionów lat temu.

## Rozmieszczenie geograficzne
Podgatunek nominatywny występuje wyłącznie na tarczy Gujany (Gujana, Surinam, Gujana Francuska). D. k. pastasae spotykany jest od wschodnich Andów w Kolumbii, w Ekwadorze, Peru i w Wenezueli, przez tereny leżące na południe od Orinoko do zachodniego zlewiska Amazonki w Brazylii i północno-zachodniej Boliwii. Natomiast D. k. beniensis zasiedla niziny na terenie Brazylii i Boliwii w Amazonii. Zasięg występowania liczy około 6 milionów km², dokładniejsze dane podają 5,5 miliona. Wydaje się, że nie zmniejsza się on obecnie. Tereny zamieszkiwane przez zwierzę leżą na wysokości od 200 do 1250 m, aczkolwiek niektórzy autorzy podają jako dolną granicę 120 m.
Skamieniałości tego gatunku znaleziono w Rio Grande do Sul.

## Tryb życia i cykl życiowy
Pancernikowate wiodą samotny, nocny tryb życia. Drąży w wilgotnej glebie, często w brzegu rzeki, nory o średnicy wejścia 25 cm, dalej następuje sieć tuneli. Niekiedy tworzy wejście poniżej poziomu wody. Pancernikowate potrafią pływać. Potrafi jednak także wykorzystywać nory wykopane przez zębolitę olbrzymią, jak i doły wydrążone przez pekari.
Cykl życiowy pancernika większego nie został dobrze poznany. Rozród przebiega w porze suchej. Samica kopuluje z samcem, po czym zachodzi w ciążę. Zarodków jest 1 bądź 2, a więc mało. W tej rodzinie występuje poliembrionia, a więc zygota się dzieli, by dać początek kilku zarodkom (jest to liczba mniejsza, niż u innych pancerników, przykładowo 4 u pancernika dziewięciopaskowego).

## Ekologia
Siedliskiem pancernika większego są nizinne lasy tropikalne porastające dorzecza Amazonki i Orinoko. Na terenach sawannowych spotykany jest jedynie w kępach drzew. Potrzebuje wilgotnej gleby, w której drąży jamy. Dlatego preferuje okolice strumieni czy bagien. Nie radzi sobie w siedliskach zmodyfikowanych przez człowieka, zanika w otoczeniu ludzi. Uważany jest za wskaźnik jakości środowiska.
Pancernik większy nie ma wyspecjalizowanej diety. Jest owadożercą, o czym świadczą badania zawartości żołądków oraz rozmowy z miejscową ludnością z terenów, które zamieszkuje. Z kolei nadania anatomiczne wskazały na obecność żuchwy silniejszej, niż można by tego było oczekiwać po zwykłym owadożercy, wskazują one raczej na wszystkożerność. Konsumuje chrząszcze, pluskwiaki, zwłaszcza ziemikowate, pajęczaki, dżdżownicowate, wije. Niektóre stwierdzenia mówią o płazach beznogich. Nie brakuje też pokarmu roślinnego, jak nasiona, owoce. Różni się tym od niektórych swych krewnych wyspecjalizowanych w myrmekofagii. Pożywienia poszukuje, orząc ściółkę nosem i rozgrzebując ją przednimi kończynami. W tunelach pomaga sobie ostrogami na tylnych łapach.
Drapieżniki polujące na to zwierzę to puma, jaguar, pakożer leśny, hirara, kajman czarny, anakonda zielona. Zaniepokojony, pancernik większy wydaje z siebie zapach piżma, opisywany przez badaczy jako niemiły.
Wiedza o chorobach i pasożytach pancernika większego daleka jest od kompletnej. Doniesienia wymieniają kleszcze Amblyomma auricularium, Amblyomma parvum i Amblyomma cajennense, pluskwiaki Panstrongylus geniculatus, muchówki Phlebotominae, a wśród pasożytów wewnętrznych Babesia i Trypanosoma cruzi.

## Hodowla
Pierwsze próby podejmowania hodowli pancernika większego datują się na około 1870, podejmowano je w Londynie w ogrodach Zoological Society. Obecnie pomimo rekomendacji autorstwa Superiny rzadko można go spotkać w niewoli. Istnieją procedury anestezjologiczne uwzględniające podaż ketaminy, medetomidyny i ksylazyny (ryzyko bradykardii oraz tiletaminy i zolazepamu (hamowanie ośrodka oddechowego).

## Zagrożenia i ochrona
Prawdopodobnie nie ma większych zagrożeń dla istnienia gatunku. Lokalnie zagraża mu deforestacja, jako że nie radzi sobie na terenach otwartych. Na pancernika większego poluje się dla mięsa. Nie bardzo wiadomo, jak wpływa to na jego populację. Służy też celom rzemieślniczym i lokalnej medycynie, ale i celom komercyjnym. Polują nań choćby Guaraní-Isosenõ, Kayapó, Maroonowie czy Matse. Nie nadają się na niego typowe pułapki, z których ucieka, łapie się go w sieci. Trend populacyjny nie jest znany. Zagęszczenie populacji wydaje się niewielkie. Badania z Perudały dały wynik 0,11/km², te z Gujany wskazują na 0,17/km², z Brazylii 0,32/km², a w stanie Pará nawet 8/km².